# Bart Van de Vijver
Bart Van de Vijver is een Belgisch wetenschapper, gespecialiseerd in fycologie, en fotograaf. Van de Vijver is van opleiding dierkundige. Hij begon zijn carrière als onderzoeker bij de Universiteit Antwerpen, waar hij onderzoek deed naar het gebruik van diatomeeën als bioindicator. Later zou hij zich toeleggen op de morfologie, taxonomie en biogeografie van niet-mariene diatomeeën in de Antarctische omgeving, en zou hij ook parttime lesgeven aan de universiteit. Sinds 2006 is hij onderzoeker bij de Plantentuin in Meise waar hij eveneens voornamelijk onderzoek doet naar diatomeeën. Van de Vijver nam deel aan tal van expedities naar Antarctica en nabijgelegen gebieden, waaronder de Crozeteilanden, Amsterdam, de Kerguelen en Livingston. Hij schreef talloze publicaties over de taxonomie van diatomeeën.
Regelmatig ontdekt Van de Vijver nieuwe soorten diatomeeën, waarmee hij de internationale pers haalt. Zijn ontdekking van Cyclotella deceusteriana, die hij vernoemde naar Tom De Ceuster, is hier een voorbeeld van. Ook de driehonderdste alg die Van de Vijver op zijn naam mocht schrijven haalde de pers. Deze noemde hij Halamphora ausloosiana, waarmee hij verwijst naar zijn toen pas overleden collega Gert Ausloos. Navicula bergstromiana, die Van de Vijver samen met Koen Sabbe ontdekte, werd dan weer vernoemd naar Dana Bergstrom. Microcostatus elisabethianus vernoemde hij samen met Luc Ector naar Elisabeth van België. Andrzej Massalski werd dan weer vereeuwigd in Navicula massalskiana door Van de Vijver, Maria Olech en Natalia Kochman-Kędziora. De Amerikaanse zender NBC interviewde Van de Vijver in 2013, toen de reuzenaronskelk in Meise in bloei stond. Zo'n 75 procent van de door hem ontdekte soorten zijn afkomstig van Antarctica, al ontdekte hij ook drie nieuwe soorten in de Plantentuin zelf.